# Geotrupidae
Bolboceratidae
Famille
Synonymes
- Bolboceratidae Mulsant, 1842

Les Geotrupidae sont une famille d'insectes coléoptères de la super-famille des Scarabaeoidea (scarabées). Leur nom vient du grec τρυπάω, "percer".

## Classification
Cette famille a été décrite par l'entomologiste français Pierre-André Latreille en 1802, sous le nom de Geotrupidae.

### Synonymie
- Bolboceratidae Mulsant, 1842

## Taxinomie

### Sous-familles
Selon ITIS (24 décembre 2024) :
- Bolboceratinae Mulsant, 1842
- Geotrupinae Latreille, 1802

## Écologie
Ces insectes observés tantôt seuls, tantôt en groupes de plus d'une dizaine d'individus, jouent un rôle majeur dans le recyclage des excréments, et pour certaines espèces des cadavres d'invertébrés, y compris d'individus de leur propre espèce. On les voit parfois boire la sève d'arbres coupés, ou mourir par dizaines dans un fond de canette de bière abandonnée en forêt. 
Le géotrupe Anoplotrupes stercorosus peut consommer des champignons en décomposition (Boletus) et des cadavres d'escargots ou de reptiles (lézards, orvets, serpents...), notamment écrasés sur les pistes et layons forestiers (mortalité animale due aux véhicules), ou écrasés par des VTT, piétons, chevaux ou autres gros animaux.
Les géotrupidés rassemblent, dans des galeries souterraines, des excréments qui serviront de nourriture à leurs larves. Ce faisant, ils contribuent au microdrainage et à l'aération des sols, mais surtout à leur enrichissement.